# Christian August Vogler
Christian August Vogler (Wiesbaden, 16 de maio de 1841 – Berlim, 3 de abril de 1925) foi um geodesista alemão.

## Formação e carreira
Christian August Vogler, filho de um médico em Wiesbaden, mudou-se para uma escola militar em 1856, depois de cursar o ensino fundamental e médio em Wiesbaden, onde foi treinado em topografia, desenho de mapas, levantamento e instrumentação, além das disciplinas escolares comuns. Depois de passar no primeiro e no segundo exame de oficial, trabalhou como professor na escola militar por três anos. Estudou então engenharia na Escola Politécnica de Munique.
Em 1868 Karl Maximilian von Bauernfeind o nomeou para executar o nivelamento de precisão como assistente da Bayerische Gradmessungskommission em Munique. Além disso, frequentou aulas de matemática, física e astronomia naEscola Politécnica de Munique e na Universidade de Munique. Em 1873 obteve um doutorado, orientado por Gustav Conrad Bauer e Philipp Ludwig von Seidel, com a tese Über Ziele und Hülfsmittel Geometrischer Präcisions-Nivellements, na qual o nivelamento geométrico foi apresentado cientificamente pela primeira vez. Em 1874 foi nomeado Privatdozent na Universidade Técnica da Renânia do Norte-Vestfália em Aachen por Friedrich Robert Helmert.
Em 1880 foi para a Landwirtschaftliche Hochschule Bonn-Poppelsdorf como professor titular de agrimensura. Com a aula inaugural Die geodätischen Aufgaben der Gradmessung, obteve a habilitação no semestre de inverno de 1880/1881 na Faculdade de Filosofia da Universidade de Bonn, que o nomeou professor extraordinário em 1882. Em 1 de abril de 1883 foi nomeado professor titular de geodésia no recém-criado Instituto Geodésico da Landwirtschaftliche Hochschule Berlin. Vogler desejou, em fevereiro de 1883, "poder dar aulas sobre geodésia " na Universidade de Berlim, e o corpo docente da Faculdade de Filosofia acreditava "não reconhecer uma necessidade urgente a princípio". Em 1893 ele recusou uma chamada para a cadeira de geodésia da Universidade Técnica de Dresden como sucessor de Christian August Nagel. Em 1896 foi eleito membro da Academia Leopoldina. De 1900 a 1902 foi reitor da Landwirtschaftliche Hochschule Berlin. Em 1921 aposentou-se aos oitenta anos de idade.

## Publicações
- com Hugo Feld: Graphische Barometertafeln zur Bestimmung von Höhenunterschieden durch eine blosse Subtraktion, Braunschweig 1880
- Anleitung zum Entwerfen graphischer Tafeln und zu deren Gebrauch beim Sclmellrechnen, sowie beim Schnellquotiren mit Aneroid und Tachymeter[7]
- Grundzüge der Ausgleichungsrechnung: elementar entwickelt, Braunschweig 1883
- Praktische Geometrie, Band 1, 1885; Band 2, 1894
- Über die Einrichtung des geodätischen Studiums an der Landwirtschaftlichen Hochschule zu Berlin. In: Zeitschrift für Vermessungswesen, 20. Jahrgang, 1891, Heft 17, S. 465–474
- Abbildungen geodätischer Instrumente, Berlin 1892
- Grundlehren der Kulturtechnik, Berlin 1896
- Mehrteiliges Werk: Kulturtechnische Bücherei, begründet von Christian August Vogler, 5. neubearbeitete Auflage, Berlin 1922/23
- Christian August Vogler: Geodätische Übungen für Landmesser u. Ingenieure, Teil 1, Feldübungen, Berlin 1910
- Christian August Vogler: Geodätische Übungen für Landmesser u. Ingenieure, Teil 2, Winterübungen, Berlin 1913